# Frenák Pál
Frenák Pál (Budapest, 1957. május 4. –) Kossuth- és Harangozó Gyula-díjas magyar koreográfus, pedagógus, érdemes művész, a Halhatatlanok Társulatának örökös tagja.

## Életpályája
Szülei siket-némák voltak, így gyerekként megtanulta a jelnyelvet. 1980-ban Franciaországba költözött, ahol balettet tanult. Nyolc gyermek közül a legkisebbként, apja halála után a 6 éves Frenák a balatonszabadi nevelőintézetbe került. 14 éves korában került ki, majd hazatért Budapestre, ahol az Astoriában dolgozott pikolófiúként.  Tánccal és különböző mozgásformákkal már egészen kis korától kezdve foglalkozott, ám fordulópont volt az életeben, amikor 19 évesen Jeszenszky Endre tánciskolájába került. Jeszenszky később Frenák mentora lett. Dolgozott az Állami Artistaképző Intézetben  asszisztensként, majd a Rock Színházban és Győrben. 
Benevezett az első magyarországi televíziós diszkótáncversenyre, amelyet meg is nyert, és így kijutott a londoni világversenyre, ahol produkcióját különdíjjal jutalmazták. Az 1982-ben Párizsba költözött, ahol táncolt a Lido de Paris-ban, majd a Moulin Rouge-ban. Párizsban a klasszikus balett több illusztris személyiségével dolgozott, Cunningham, illetve Limón tánctechnikákat tanult és megismerte a kortárs művészetek világát.
1989-ben Franciaországban alapította első táncegyüttesét, amelyet 1999-ben Compagnie Pal Frenak néven magyar táncosokkal kibővítve, párizsi és budapesti székhellyel működő társulattá alakított. Koreográfusi munkásságával párhuzamosan tanított a párizsi és lille-i Siket Színházban, és meghívott koreográfusa és tanára volt Chalons en Champagne-ban a Francia Artistaképző Főiskolának. Mozgásművészet a gyógyításban címmel az Amiens-i Egyetemi kórházban táncrehabilitációs programot fejlesztett ki mozgássérült gyermekeknek. 1998-ban megnyerte a kiotói Villa Kujoyama koreográfusi díját, amelynek köszönhetően több mint fél évet töltött Japánban, ahová ettől kezdve rendszeresen visszatér koreografálni. 
Munkáit a 2000-es évek közepétől kiemelkedő szakmai és közönségfigyelem övezi Magyarországon és a nemzetközi szcénában is. Alkotásaival kétszer nyerte el a Lábán Rudolf-díjat, 2002-ben Harangozó-díjjal, 2006-ban a Magyar Köztársasági Érdemrend Lovagkeresztjével, 2007-ben Imre Zoltán koreográfusi díjjal tüntették ki. 2009-ben, társulatának 10 éves megalapításának alkalmából magyar-angol nyelvű monográfia jelent meg róla. Péter Márta  könyvében áttekintette a társulat addig bemutatott kreációit, valamint egy mélyinterjú segítségével mutatta be a koreográfust az olvasónak.  2014-ben, társulata fennállásának jubileumi 15. évében, Budapestért díjjal tüntették ki. 
A világ több országában is folyamatosan dolgozik, workshopokat tart. 

## Díjai és kitüntetései
- Kiotói Villa Kujoyama koreográfusi díj (1998)
- Veszprémi Táncfesztivál fődíja (2000) – "Tricks & Tracks"
- Soros Alapítvány Stúdiószínházi Napok fődíja (2001)
- Harangozó Gyula-díj (2002)
- Magyar Balett- és Kortárstánc-művészetért Díj (2005)
- Veszprémi Tűncfesztivál fődíja (2005)
- Lábán Rudolf-díj (2006) – Fiúk
- A Magyar Köztársasági Érdemrend lovagkeresztje (2006)
- Imre Zoltán-díj (2007)
- Lábán Rudolf-díj (2008) – Instinct
- Budapestért díj (2014)
- Moholy-Nagy László-díj (2015)
- Hevesi Sándor-díj (2016)
- Érdemes művész (2018)
- Jeszenszky Endre-díj (2018)
- Kossuth-díj (2021)[10]
- Örökös tag a Halhatatlanok Társulatában (2023)

## Koreográfiák
- Titkos lelkek (1991)
- Tér – Terre (1992)
- Gördeszkák – Les Palets (1994)
- Sainte Rita (1996)
- Vadócok – Sauvageries (1998)
- Out of the Cage (1999)
- Tricks & Tracks (1999)
- Ito és Szajuri  (2000)
- MenNonNo (2000)
- Festen/Lakoma (2001)
- K.áO.sz! (2002)
- Blue Spring (2003)
- Csajok/Credo hysterica (2004)
- Fiúk/Les hommes cachés (2004)
- Frisson – Apokalipszis (2005)
- Tra-Ce (2005)
- Mil An (2006)
- Instinct (2007)
- Tra-Ce II. (2007)
- InTimE (2008)
- Seven (2009)
- Twins (2009)
- Wings (2009)
- k.Rush (2010)
- sWitch (2011)
- Hymen (2012)
- X&Y (2013)
- Tricks & Tracks 2. (2014)
- Birdie (2015)
- Prin vis (2015)
- Rost & Frenák (2015)
- faUN (2016)
- LUTTE (2016)
- Bartók: Fából faragott királyfi (2017)
- HIR-O (2017)
- To_R (2017)
- W_all (2018)
- Bolero (2019)
- Cage (2019) – [a Radikal Dance formációval közös produkció]
- Spid_er (2020)
- Fig_Ht (2021)
- Secret Off_Man (2022)
- Running Time - Tricks 3 (2023)
- CrAzyRunnErs / Parad_Is_E (2024)
- Lutte of Birds (2025)
- nostalg_Y (2025)

## Filmjei
- Eltörölni Frankot (2021)
- Who Cares about Pál Frenák? (2025)